# 阿爾塔沙特
阿爾塔沙特（羅馬化：Artashat），是亞美尼亞的城市，位於該國西部阿拉斯河畔，距離葉里溫約23公里，始建於公元前176年，面積12平方公里，海拔高度約2,000米，2010年人口25,400。

## 历史
阿爾塔沙特的名字源于伊朗语，意思是“Asha的快乐”。
公元前176年，亚美尼亚王国国王阿尔塔西斯一世建立此城，以他自己的名字命名，并作为其首都。阿尔塔沙特曾因其繁荣、美丽而被称为“亚美尼亚的迦太基”。直到公元5世纪，阿尔塔沙特一直作为亚美尼亚的首都或中心。1945年苏联政府在古城遗址的位置附近建立了现代的阿尔塔沙特。1995年，成为亞拉拉特州的州府。

## 地理
目前，阿爾塔沙特分为Norvzlu、Kentron、Ghamarlu和西南地区四个区。该镇的近一半人口居住在西南地区。
该镇的北部、东部和南部分别由Mrgavan、Vostan和Shahumyan三个村落组成。
这里的气候极其干旱。

## 人口统计
下列为该城市自1945年以来的人口发展情况：
| 年份 | 1945  | 1959  | 1974   | 1976   | 1989   | 2001   | 2011   |
| 人口 | 4,200 | 7,277 | 14,905 | 16,774 | 32,000 | 22,600 | 22,269 |

## 经济
39°57′14″N 44°33′02″E / 39.95389°N 44.55056°E在亚美尼亚的1990年代经济危机后，阿爾塔沙特的许多公司克服了困难局面，开始生产产品，为国内外市场服务。目前，阿爾塔沙特是许多大型工业公司的所在地，主要从事食品加工和建筑材料方面的工作。Artfood Artashat Cannery自1961年以来便是亚美尼亚最重要的食品生产商之一。从事白兰克酒和伏特加酒相关行业的Shaumyan Alco自2007年起开始在当地展开业务。2009年，生产矿泉水和软饮料的Ararat集团在阿爾塔沙特开设的工厂之总投资额达到了2700万美元。

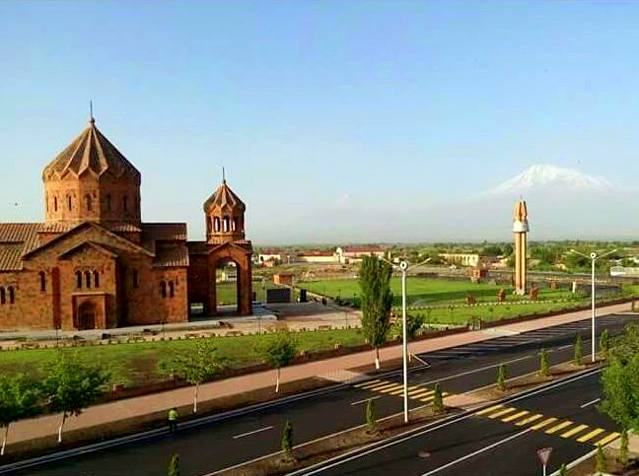
阿爾塔沙特风光

阿爾塔沙特的其他工厂包括专门从事夹芯板生产的Izipanel公司以及许多生产建筑材料、纺织品等物的小型工厂。
许多大型建筑公司在该镇经营。

## 交通
阿爾塔沙特是M-2高速公路上一个重要的地点，它将埃里温与亚美尼亚南部乃至伊朗的边界都连接了起来。
该镇有一个火车站，该火车站曾经在苏维埃时期将埃里温与纳契奇自治共和国连接起来。

## 教育
截至2016年，阿爾塔沙特共拥有6所公立教育学校、7所幼儿园、1座名为Alexander Melik Pashaev的音乐学院（1956年开始运作）、1个艺术学院和2所运动学校。此外，该镇还有一些国内电视台以及当地的一些报纸。

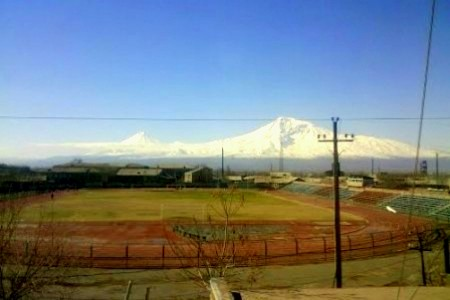
Artashat City Stadium

## 体育
Artashat在1960年开设了一个市政足球场，举办了许多年轻足球队和田径比赛和锦标赛。FC Dvin Artashat成立于1982年，是该市唯一的足球俱乐部。1999年亚美尼亚超级联赛季后，俱乐部由于经济困难而解散，目前职业足球的态势并不活跃。

## 姊妹城市
- 法国克拉马尔[7]（2003年）

## 延伸阅读
- （俄文） Arakelyan, Babken N. "Основные результаты раскопок древнего Арташата в 1970-73 гг.," Patma-Banasirakan Handes 4 (1974).
- （亞美尼亞文） Հին Արտաշատ [Ancient Artashat]. Yerevan: Armenian Academy of Sciences, 1975.
- （法文） "Les fouilles d'Artaxata: Bilan Provisoire," Revue des Études Arméniennes 18 (1984), pp. 367–395.
- （亞美尼亞文） Yeremyan, Suren T. Հայաստանը ըստ «Աշխարհացույց»-ի [Armenia According to the Ashkharhatsuyts]. Yerevan: Armenian Academy of Sciences, 1963.